# 유나이티드 풋볼 리그 (2024년)
유나이티드 풋볼 리그(영어: United Football League, UFL)는 2024년 3월부터 시작된 미식 축구 리그로 이 리그는 XFL과 USFL의 합병된 후에 만들어졌고 주로 미국 중서부와 남부 지역을 중심으로 8개팀으로 구성되어 있으며 모두가 UFL이 창설되기 전에 XFL 또는 USFL 소속이다.
UFL의 캐치프레이즈는 '훌륭한 축구를 좋아한다면, UFL을 좋아할 것입니다.'(영어: If you like great football, you will love the UFL)이다.

## 리그 진행 방식
USFL 컨퍼런스와 XFL 컨퍼런스 소속 8팀이 팀당 10경기씩 정규시즌을 치른 뒤 USFL 컨퍼런스 및 XFL 컨퍼런스 1·2위팀이 4강 플레이오프(컨퍼런스 결승)에 진출하여 승리한 2팀은 UFL 챔피언십에서 우승의 향방을 결정짓는다.

## 임원
- 의장 - 대니 가르시아
- 사장/최고 경영자 - 러스 브랜든
- 오너 - XFL 프라퍼티즈 LLC., 내셔널 스프링 풋볼 리그 엔터프라이즈 CO, LLC
- 운영 총괄 부사장 - 데릴 존스턴
- 선수 인사 담당 수석 부사장  - 더그 웨일리
- 선수 관리 및 주례 운영 수석 이사 - 러스 지글리오
- 선수관리국장 - 짐 팝

## UFL 소속 팀
| 클럽                    | 연고지                | 홈구장                      |
| ----------------------- | --------------------- | --------------------------- |
| USFL 콘퍼런스           |                       |                             |
| 버밍햄 스탈리언스       | 앨라배마주 버밍햄     | 프로텍션 스타디움           |
| 휴스턴 레프넥스         | 텍사스주 휴스턴       | TDECU 스타디움              |
| 멤피스 쇼보츠           | 테네시주 멤피스       | 시몬스 뱅크 리버티 스타디움 |
| 미시간 팬서스           | 미시간주 디트로이트   | 포드 필드                   |
| XFL 콘퍼런스            |                       |                             |
| 알링턴 레니게이스       | 텍사스주 알링턴       | 촉토 스타디움               |
| DC 디펜더스             | 워싱턴 D.C.           | 아우디 필드                 |
| 샌안토니오 브라머즈     | 텍사스주 샌안토니오   | 알라모돔                    |
| 세인트루이스 배틀호크스 | 미주리주 세인트루이스 | 더 돔 앳 아메리카스 센터    |

### 신생팀
| 팀              | 연고지              | 홈구장                 | 리그 참가 |
| --------------- | ------------------- | ---------------------- | --------- |
| 콜럼버스 UFL 팀 | 오하이오주 콜럼버스 | 히스토릭 크루 스타디움 | 2026년    |

## UFL 챔피언십
| 연도 | 날짜     | 경기장                   | 관중수 | 우승팀            | 스코어  | 준우승팀            | MVP                   |
| ---- | -------- | ------------------------ | ------ | ----------------- | ------- | ------------------- | --------------------- |
| 2024 | 6월 16일 | 더 돔 앳 아메리카스 센터 | 27,396 | 버밍햄 스탈리언스 | 25 - 0  | 샌안토니오 브라머즈 | 에이드리언 마르티네스 |
| 2025 | 6월 14일 | 더 돔 앳 아메리카스 센터 | 14,559 | DC 디펜더스       | 58 - 34 | 미시간 팬서스       | 조던 타아무           |

## 같이 보기
- XFL
- XFL